# Sekihan
El sekihan (赤飯, en japonès, literalment, ‘arròs vermell’) és un plat tradicional japonès consistent en arròs glutinós cuit al vapor. Va ser portat inicialment de la Xina en un moment indeterminat durant el període Jōmon, abans del 400 aC, i utilitzava arròs vermell. Actualment se serveix sovint amb mongetes roges azuki.
El sekihan s'acostuma a servir en ocasions especials durant tot l'any al Japó, per exemple en aniversaris, casaments i algunes festes com el Shichi-Go-San. El sekihan està tan estretament relacionat amb les celebracions que la frase “mengem sekihan”  ha adquirit el significat de “celebrem”. Es creu que el sekihan es fa servir en celebracions pel seu color vermell, que és un símbol d'alegria al Japó. En algunes regions es prepara quan una dona jove té la seva menarquia, cosa que suggereix una altra relació tradicional amb el seu color.
Se sol menjar immediatament després de cuinar-se, però també es pot consumir a temperatura ambient, com en el cas dels bento (dinar encapsat) de festa. El sekihan es menja tradicionalment amb gomashio, una barreja de sèsam lleugerament torrat i sal.
En algunes especialitats locals s'hi afegeixen ingredients especials del lloc per fer-lo més proper i més dolç, com ara cacauets a la prefectura de Chiba, nattō a les prefectures de Yamanashi i Hiroshima, i mongetes dolces a la prefectura de Nagano.
El 2012 es va fundar una organització per promoure el sekihan al Japó. Ha declarat el 23 de novembre de cada any com el Dia del Sekihan.